# Драган Бабић Драгуца
Драган Бабић Драгуца (Обреновац, 3. новембар 1950 — Обреновац, 13. јануар 2022) био је српски писац за децу, сценариста и кантаутор. Рођен jе у Обреновцу. Праунук славног Војводе и вође Невесињског устанка, Голуба Бабића

## Биографија
На српској уметничкој сцени појавио се најпре током седамдесетих као кантаутор, истичићу се сликовитом поезијом и експресивним интерпретацијама, наступајући повремено у друштву српских акустичара, попут групе С времена на време.
Радио је као новинар и водитељ ноћног програма Треће уво на Радио Обреновцу, и као сарадник радијске емисије Нико као ја Тање Николовски, и гост у ноћним програмима Радио Београда. Заљубљеник у природу, посебно у реке Колубару и Тару, којима је пловио и о којима је писао.
До сада објавио осам књига, углавном кратке прозе за децу, али и за одрасле. Два пута је био у најужем избору за Књижевну награду Политиног Забавника, једном за Књижевну награду Невен.
Аутор је сценарија за серију за децу Мој ујак, у продукцији РТС (2008) и серије Зелена патрола на Хепи ТВ.
Аутор је нумере "Дно"  из филма "Тајванска Канаста" у коме се појављује, изводећи је.
Рођен је у Обреновцу где је и преминуо је 13.1.2022.

## Дела
- Жута луда, 1997.
- Кањон, 1999.
- Дечји кувар, 2004.
- Кувар за одрастање, 2005.
- Кампоманија, 2006.
- Дан обљубљених, 2013.
- Риболике приче и прибор, 2017.
- Испод крова над главом, 2018.